# Loÿs Labèque
Guillaume Louis Labèque dit Loÿs Labèque, né le 25 novembre 1869 à Léon (Landes) et mort le 9 novembre 1941 dans cette même commune, est un poète français connu pour son œuvre imprégnée de mysticisme et de spiritualité. Issu d'une vieille famille landaise, Labèque a mené une vie marquée par l'aventure, la foi et la marginalité.

## Biographie
Guillaume Louis Labèque né le 25 novembre 1869 au lieu-dit Baffougne, dans la commune de Léon, est le fils de Pierre Lebèque (1834-1905) et de Vincense Dufau (1839-1913). Né dans une famille de bergers landais, cette origine a profondément influencé son œuvre poétique.
Dès son jeune âge, il montre un intérêt pour la littérature et la poésie. Il souhaite devenir instituteur, mais son comportement indiscipliné le fait exclure de l'École normale de Dax. Cette exclusion marque le début d'une période de vie dissolue à Bordeaux, où il explore diverses facettes de la vie urbaine et artistique.
Après deux ans passés à Bordeaux, il trouve refuge dans la foi chrétienne. Cette conversion marque un tournant dans sa vie et son œuvre. Il mène ensuite une vie de vagabond, parcourant les routes des États-Unis et d'Europe. On le voit cowboy dans la pampa, en Palestine, à Jérusalem, en Allemagne; marchand d'objets de piété à Lourdes et finalement, industriel fournisseur de la défense nationale pendant la Première Guerre mondiale. Cette période de voyages et de découvertes spirituelles enrichit sa poésie, qui devient de plus en plus imprégnée de mysticisme.
En 1919, âgé de 50 ans, Loÿs Labèque retourne dans son village natal de Léon avec un recueil de poèmes écrit pendant la guerre : Les Poèmes Primitifs. Le poète Jean Valmy-Baysse qualifie le recueil « d'autobiographie poétique qui commence à la forêt d'enfance et finit au Chemin de Damas ». Il connaît son heure de gloire en 1921, lorsque la Comédie-Française lui consacre une matinée poétique. Cette reconnaissance officielle lui permet de se faire un nom dans le milieu littéraire français.
Son œuvre est caractérisée par une exploration des thèmes de la foi, de la rédemption et de la nature. Ses poèmes sont souvent empreints d'une grande sensibilité et d'une profonde réflexion sur la condition humaine. Ses poèmes, souvent courts et évocateurs, utilisent un langage accessible mais chargé de symbolisme. Il est influencé par les poètes mystiques et religieux, ainsi que par les paysages de sa région natale, les Landes.
Devenu presque aveugle à partir de 1925, il publie son dernier ouvrage Au Chef des Chantres en 1931 et le fait préfacer par Francis Jammes.
Loÿs Labèque meurt le 9 novembre 1941 à Léon.

## Œuvres
- Poèmes primitifs 1919[8]
- Poèmes expiatoires, 1921[9]
- Églises parlantes, 1926[10]
- Au chef des chantres, 1931[11]

## Hommages et postérité
- Plusieurs communes des Landes ont donné à une rue le nom de Loÿs Labèque : Léon, Mont-de-Marsan, Capbreton, Soorts-Hossgor et Linx.